# Peperomia abnormis
Peperomia abnormis  es una especie fanerógama de uno de los dos grandes géneros de la familia de las piperáceas. Es originaria de Ecuador.  

## Descripción
Es una hierba epífita que se encuentra en los bosques húmedos costeros, bosque amazónico y bosque montano bajo (0-1000 m). 

## Distribución y hábitat
Es endémica del Ecuador, donde está ampliamente distribuida a ambos lados de los Andes (en las provincias de Guayas, Morona-Santiago, Napo, Pastaza, Pichinca y Los Ríos). Crece en las grietas de rocas o con hábitat epífita, con frecuencia en áreas expuestas o perturbados.